# Тополевый (Ростовская область)
Тополевый — посёлок в Красносулинском районе Ростовской области.
Входит в состав Божковского сельского поселения.

## География
Посёлок находится на расстоянии 30 км к северо-востоку от города Красный Сулин, административного центра района.

## Население
| 2010 |
| ---- |
| 1522 |

## Улицы
| - ул. Горняцкая, - ул. Железнодорожная, - ул. Зелёная, | - ул. Мира, - ул. Полевая, - пер. Пушкина, | - ул. Советская, - ул. Степная, - ул. Школьная. |